# Uğurcan Çakır
Uğurcan Çakır (ur. 5 kwietnia 1996 w Antalyi) – turecki piłkarz występujący na pozycji bramkarza w tureckim klubie Trabzonspor oraz reprezentacji Turcji. Uczestnik Mistrzostw Europy 2020.

## Sukcesy

### Klubowe
Trabzonspor
- Wicemistrz Turcji: 2019/2020
- Zdobywca Pucharu Turcji: 2019/2020
- Zdobywca Superpucharu Turcji: 2020